# Sætre (Asker)
 For alternative betydninger, se Sætre. (Se også artikler, som begynder med Sætre)
Sætre er en by i Asker kommune i Viken fylke i Norge. Byen har 3.466 indbyggere (2012), og ligger ved havet på vestsiden af Oslofjorden, omtrent 45 kilometer syd for Oslo.
I Sætre ligger Sætre marina og Hurum Seilforening, og Sætreelva har sit udløb her. Sætre har fødevarebutikker, frisører, blomsterbutik, apotek, bensinstation, kiosker, fotograf, læge, kebab, og andre butikker, samt tre spisesteder. Der er busterminal med busforbindelser til Tofte og Holmsbu, Klokkarstua og Verket samt til Drammen og Oslo. I sommersæsonen er der bådforbindelse til Håøya og Drøbak. Syd for Sætre går Riksvei 23 i tunnel under Oslofjorden.
Byen er en industriby, tidligere med produktion af sprængstof og industrivarer på Engene i Sætre. Der blev produceret både til civil og til militær brug. På Åsveien industrifelt er der virksomheder i flere brancher som bl.a. Smak av Italia, Byggern, Røyken og Hurums Avis, Bademiljø, Tre Trapp A/S og Trento træningsstudio. Sætre har en areal på 3 km, 1 km større en lilleputstaten Monaco.